# Libor Pimek
Libor Pimek (Most, 3 de agosto de 1963) é um ex-tenista profissional naturalizado belga, nascida checoslovaco.